# Carrow Cars
Carrow Cars war ein britischer Automobilhersteller in Harwell (Middlesex). Von 1919 bis 1923 wurden dort Fahrzeuge der unteren Mittelklasse gefertigt.
1919 erschien der 9 hp mit seitengesteuertem Vierzylinder-Reihenmotor mit 1,1 l Hubraum. Das Fahrgestell des Tourenwagens hatte einen Radstand von 2896 mm.
1920 wurde daraus der 11.9 hp; das ansonsten gleiche Fahrzeug erhielt einfach einen größeren Motor mit 1,5 l Hubraum. Die letzte Hubraumvergrößerung stand dann 1921 an. Der 11.9 hp war nun mit einem 1,8-l-Motor ausgestattet.
1923 musste die Firma ihre Tore schließen.

## Modelle
| Modell  | Bauzeitraum | Zylinder | Hubraum  | Radstand |
| ------- | ----------- | -------- | -------- | -------- |
| 9 hp    | 1919–1920   | 4 Reihe  | 1131 cm³ | 2896 mm  |
| 11.9 hp | 1920–1921   | 4 Reihe  | 1496 cm³ | 2896 mm  |
| 11.9 hp | 1921–1923   | 4 Reihe  | 1821 cm³ | 2896 mm  |